# 小行星9282
小行星9282（英語：9282）是一颗围绕太阳公转的小行星。1981年3月6日，舒爾特·巴斯在赛丁泉山发现了此天体。
这颗小行星的绝对星等为90.4413127405783等。